# 비빔밥
비빔은 한국 의 밥 요리이다. 쌀밥에 고기나 나물 등과 여러 가지 양념을 넣어 비벼 먹는 음식이며, 부빔밥이나 제삿밥, 골동반(骨董飯), 교반(攪飯)으로도 부른다. 과거 궁중에서는 비빔이라 불렀다. 대한민국의 국민 음식 가운데 하나로 여겨진다.

## 역사
비빔밥의 기원은 정확하지 않다. 그릇이 많이 없는 집 밖에서 산신제나 동신제를 지낼 때 신인공식(神人共食)이라는 생각에 따라 그릇 하나에 이것저것 받아 섞어 먹던 것, 또는 조상을 위한 제사를 지낼 때 제물을 빠짐없이 음복하기 위해 밥에 여러 가지 제찬을 고루 섞어 비벼 먹던 것에서 발달하였을 수 있다.
비빔밥은 조선 중기의 문신 박지혜(1569~1635)가 지은 역사서 《기재잡기》에 "혼돈반(混沌飯)"으로, 조선 후기의 문신 권상일(1679~1760)이 쓴 일기인 《청대일기》에 "골동반(骨董飯)"으로 언급된다. 그 외에도 실학자 이익(1681~1764)이 지은 《성호전집》에는 "골동(骨董)"으로, 실학자 이덕무(1741~1793)의 《청장관전서》에는 "골동반(汨董飯)"으로, 이학규(1770~1835)의 《낙하생집》에는 "골동반(骨董飯)"과 "골동(骨董)"으로 언급된다.
"전임(?∼1509)이 대답하기를, '오직 공께서 명하시는 대로 먹겠습니다' 하니, 곧 밥 한 대접에다가 생선과 채소를 섞어 세상에서 말하는 비빔밥과 같이(如俗所謂混沌飯/여속소위혼돈반) 만들고 술 세 병들이나 되는 한 잔을 대접하니, 전임이 두어 숟갈에 그 밥을 다 먹어 치우고 단숨에 그 술을 들이켰다."— 박동량, 《기재잡기》

1810년 장혼이 지은 학습용 백과서 《몽유편》에는 "브뷔음"이라는 한글 표기가 등장하며, 1870년 《명물기략》에는 "비빔밥을 한자로는 '골동반(骨董飯)'이라고 쓰고, 부를 때는 '부빔밥(捊排飯/부배반)'이라고 한다(骨董飯取飮食雜和飯俗言捊排飯又曰谷董/골동반취음식잡화반속언부배반우왈곡동)."는 언급이 나온다.
이규경(1788~1856)이 지은 《오주연문장전산고》에는 채소비빔밥, 잡비빔밥, 회비빔밥, 전어비빔밥, 대하비빔밥, 새우젓갈비빔밥, 새우알비빔밥, 게장비빔밥, 달래비빔밥, 생오이비빔밥, 김가루비빔밥, 고추장비빔밥, 황두비빔밥 등 여러 가지 비빔밥이 소개되어 있으며, 지역의 특산물을 소개하며 "평양의 감홍로, 냉면, 비빔밥(平壤之紺紅露冷麪骨蕫飯/평양지감홍로랭면골동반)"을 들기도 하였다.
19세기 후반의 조리서인 《시의전서》에는 비빔밥의 조리법이 다음과 같이 언급된다.
"밥을 정히 짓고 고기는 재워 볶고 간납은 부쳐 썬다. 각색 남새를 볶아 놓고 좋은 다시마로 튀각을 튀겨서 부숴 놓는다. 밥에 모든 재료를 다 섞고 깨소금·기름을 많이 넣어 비벼서 그릇에 담는다. 위에는 잡탕거리처럼 계란을 부쳐서 골패짝만큼씩 썰어 얹는다. 완자는 고기를 곱게 다져 잘 재워 구슬만큼씩 빚은 다음 밀가루를 약간 묻혀 계란을 씌워 부쳐 얹는다. 비빔밥 상에 장국은 잡탕국으로 해서 쓴다."— 《시의전서》

## 비빔밥종류

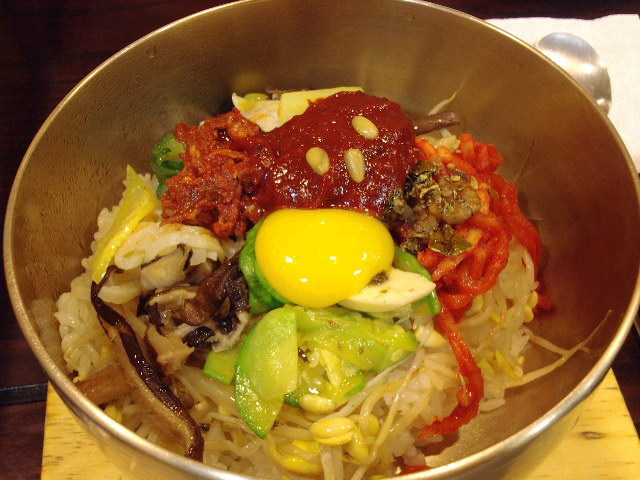
전주비빔밥

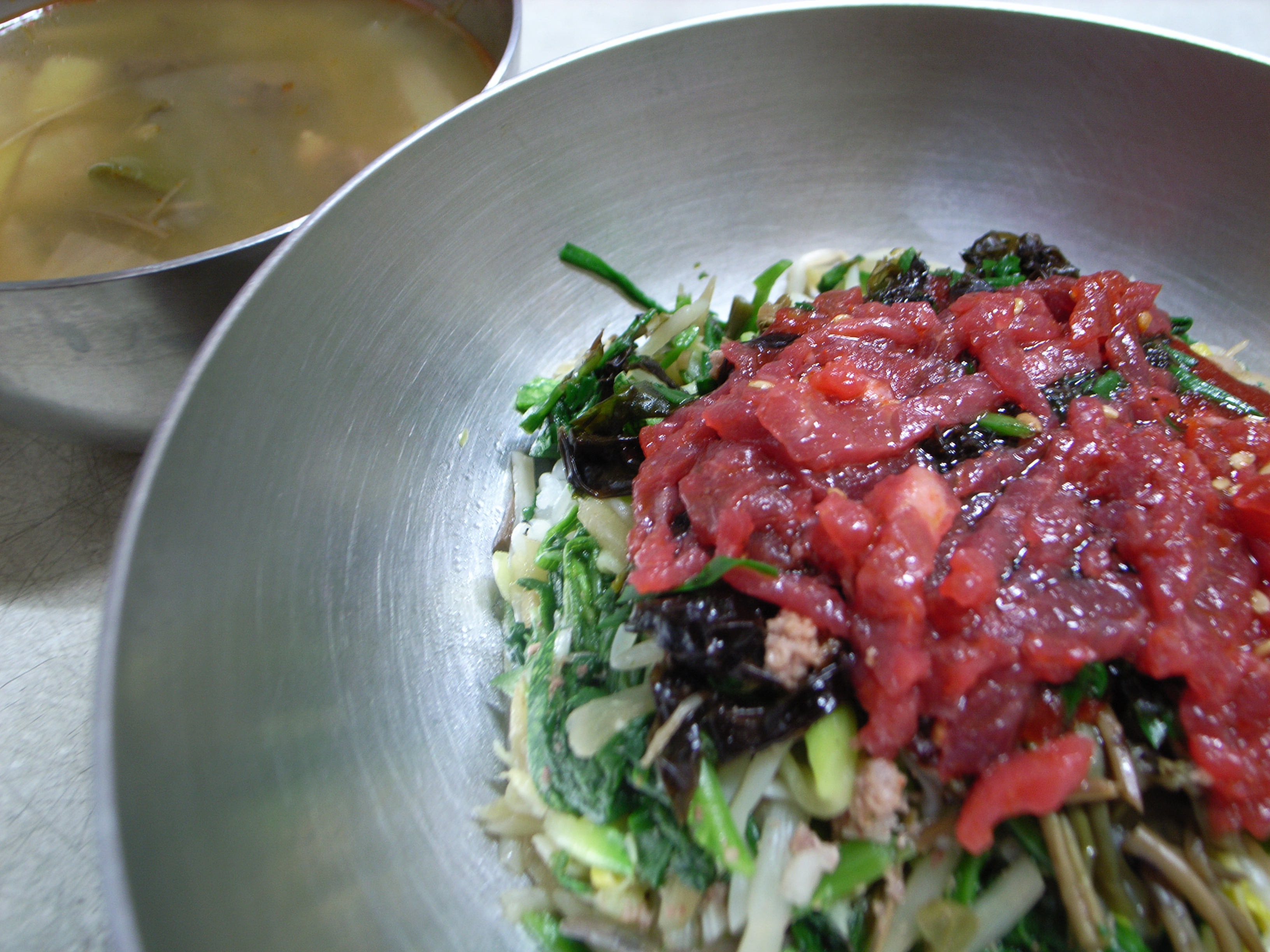
진주비빔밥

지역에 따라 여러 가지 비빔밥이 있는데, 특히 전주비빔밥과 진주비빔밥 등이 유명하다. 최근 식단이 서구화되면서, 다양한 재료를 활용한 퓨전 비빔밥이 등장하거나, 잊혀져가는 지방의 비빔밥을 재해석해 현대화하기도 한다.
- 꼬막비빔밥: 전라남도 순천, 벌교의 비빔밥으로 벌교 꼬막과 무순 등을 넣고 비벼 만든다.
- 닭비빔밥: 평안도 지방의 비빔밥으로 삶은 닭고기를 넣어 푸짐하고 고추장대신 참기름에 고춧가루를 개어 칼칼하다. 또한 닭고기와 콩나물이 들어간 닭국을 곁들여 먹는다.
- 돌솥비빔밥: 돌솥에 내는 비빔밥이다.
- 마산비빔밥: 경상남도 마산의 비빔밥으로 마산의 특산물인 장에 미더덕과 조개의 육즙으로 무친 나물을 넣고 만든다.[출처 필요]
- 멍게젓비빔밥: 멍게젓을 이용한 거제도의 대표적인 향토음식이다. 거제도의 특산물인 멍게를 잘게 썰어 서늘한 곳에 2~5일 젓갈로 숙성시킨 후 밥위에 비벼 먹는다. 고추장 대신 김가루와 깨소금, 참기름에 비벼먹는다.[7][8][9]
- 알밥: 생선알을 넣어 만든 비빔밥이다.
- 육회비빔밥: 여러 가지 야채와 배를 썰어 넣고 육회가 어우러진 것으로, 부드럽게 씹히는 생고기와 감칠맛 나는 매콤한 양념장이 어우러져 함평만이 독특한 비빔밥이다.
- 전주비빔밥: 전북특별자치도 전주시의 비빔밥으로서, 재료 중에서 콩나물이 중요하다. 임실군에서 나는 서목태와 좋은 물로 길러서 오래 삶아도 질감이 좋은 것이 특징이다. 밥을 지을 때 쇠머리 고운 물로 밥을 짓고 뜸들일 때에 콩나물을 넣는다. 달걀 노른자는 생으로 올라간다. 콩나물국과 함께 먹는다. 육수에 밥을 짓고 쇠고기, 콩나물, 시금치, 쑥갓, 고사리, 도라지, 미나리, 표고버섯 등을 얹어 고추장에 비벼먹는 따뜻한 밥이다. 육회가 올려지기도 한다.[10]
- 진주비빔밥: 경상남도 진주 지방의 비빔밥으로 놋그릇에 흰밥과 다섯 가지 나물을 담은 후 고추장을 얹는 데, 그 모습이 아름다워서 화반(花飯)이라고 불린다. 일반적인 비빔밥처럼 콩나물 대신 숙주나물을 쓰며, 해초나물과 해물보탕국 한국자 넣고, 그 위에 소고기 육회를 듬뿍 얹어낸다. 곁들여 먹는 국물은 선짓국을 쓴다.[11]
- 통영비빔밥: 경상남도 통영의 비빔밥으로, 그 지역 사람들은 명절의 차례 및 기 제사, 잔치 등에 먹는다. 미륵도 근처 이끼섬에서 자생하는 방풍초(防風草)를 나물로 무친 방풍나물이 들어간다. 그외 볶은 조개를 두부에 섞어 만든 톳나물과 계절에 따라 10가지 이상의 나물을 넣는다. 생합자와 바지락 볶은 것을 넣는 것도 특색이다.[12]
- 평양비빔밥: 전주비빔밥과 유사하지만 육회대신 볶은 소고기를, 콩나물 대신 숙주나물을 사용하여 고유의 독특한 맛을 지닌다.[출처 필요]
- 해주비빔밥: 황해도 해주의 비빔밥으로, 모양이 아름다워서 교반(交飯)이라고 하여 유명하였다.
- 헛제삿밥: 대구 헛제삿밥도 유명했으나 지금은 사라지고, 안동의 헛제삿밥만이 남았다. 실제 제사가 아니라 제삿상에 주로 올리는 음식들을 요리하여, 제사가 아닌 평상시에 비벼 먹는 비빔밥을 의미한다. 실제 제사를 올린 음식으로 비빔밥을 해 먹을 때에는 '제삿밥'으로 지칭한다. 고추장 대신, 간장으로 맛을 내며, 전이나 구운 생선 토막, 또는 산적을 곁들인다.
- 회덮밥: 생선회를 넣어 만든 비빔밥이다. 대표적으로 홍어회 비빔밥 / 장어 덮밥/ 참치 덮밥/광어 덮밥/연어 덮밥/새우장 덮밥
- 산채비빔밥: 여러 가지 나물을 넣고 참기름과 고추장에 비벼서 먹는 비빔밥이라고 전해지고 있다.
- 닭고기 비빔밥:닭과 여러가지 야채 및 고명으로 계란을 올려서 고추장에 비벼먹는 비빔밥이라고 한다.

## 풍속
비빔밥을 "헛제삿밥"이라고도 하며, 밤참을 파는 집을 "헛제삿집"이라고도 한다. 이는 밤참을 먹는 것이 마치 제례 후에 음복을 하고 종가에서 비벼주는 밥을 먹는 듯하다는 뜻에서 붙여진 말로, 현대에도 제사를 지내는 집에서는 음복 후에 젯메(밥)와 제삿상에 올린 적, 숙채, 간납 등을 넣고 밥을 비벼 먹는 경우가 있다.
섣달 그믐날에는 그 해에 먹던 반찬이 해를 넘기는 것을 꺼려하여서, 남은 밥에 먹다 남은 반찬을 모두 넣고 비벼서 밤참으로 나누어 먹기도 하였다.
농촌에서는 들밥을 준비할 때 밥과 나물을 준비하고 그릇으로 쓸 자그마한 바가지를 많이 가지고 나가면, 일꾼들이 각자 바가지에 먹을 만큼 밥을 덜고 나물과 고추장을 덜어 넣어 비벼 먹기도 하였다.

## 사진

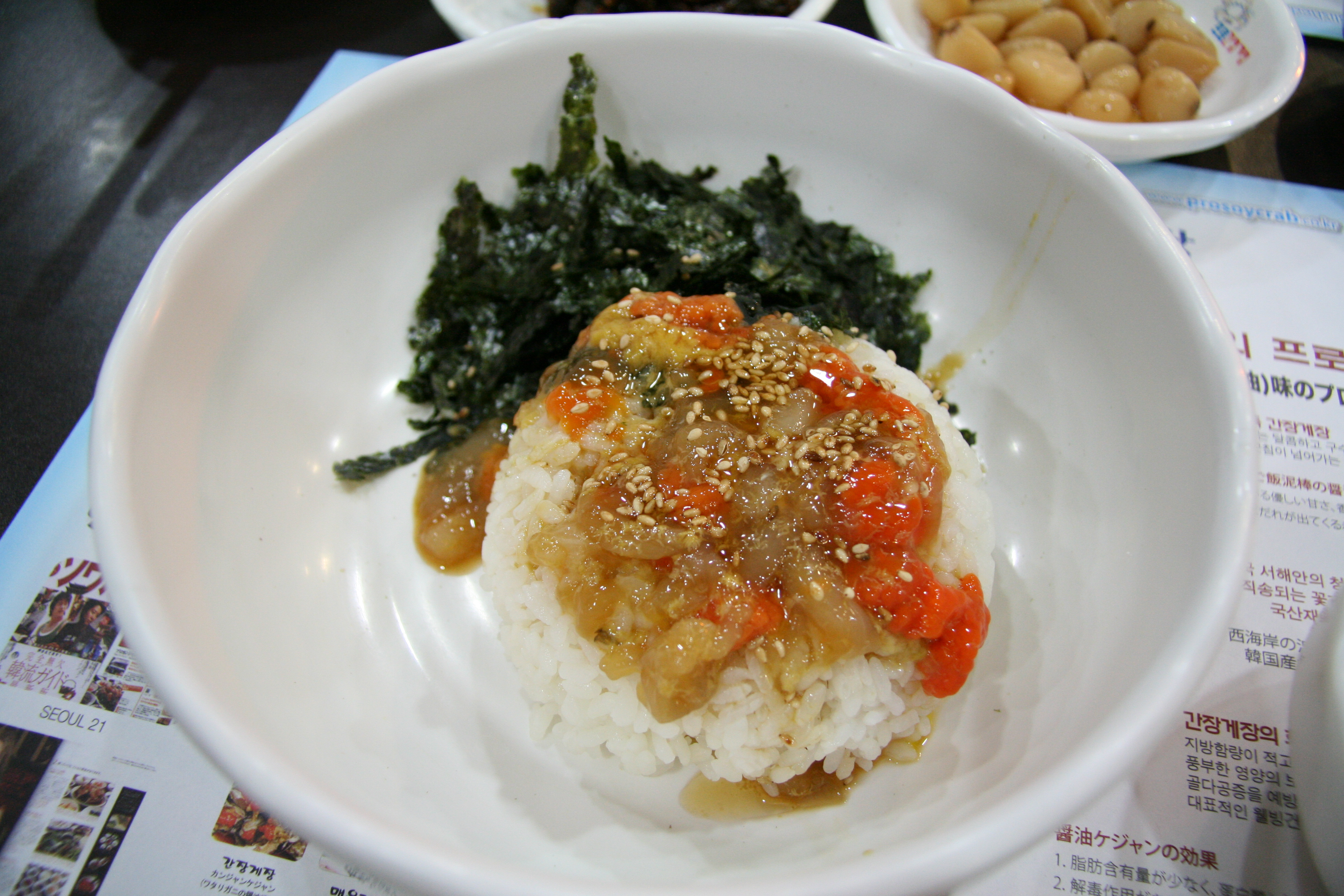
게알비빔밥
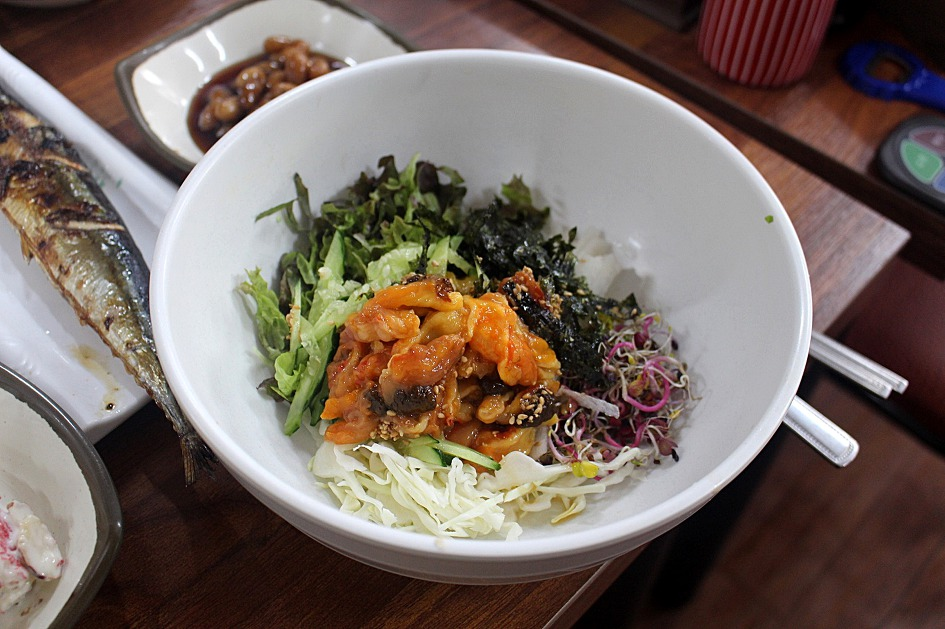
멍게비빔밥
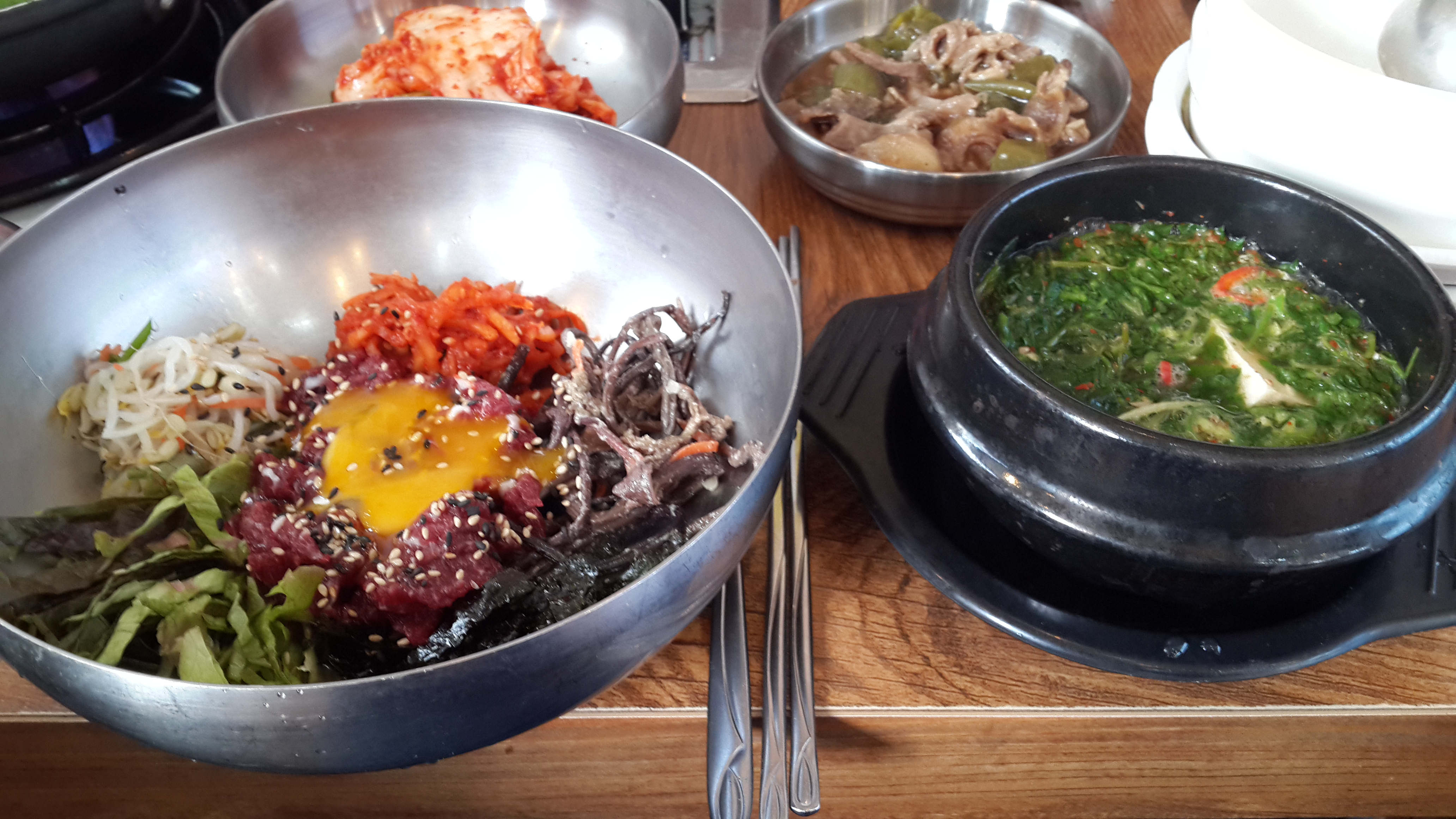
육회비빔밥
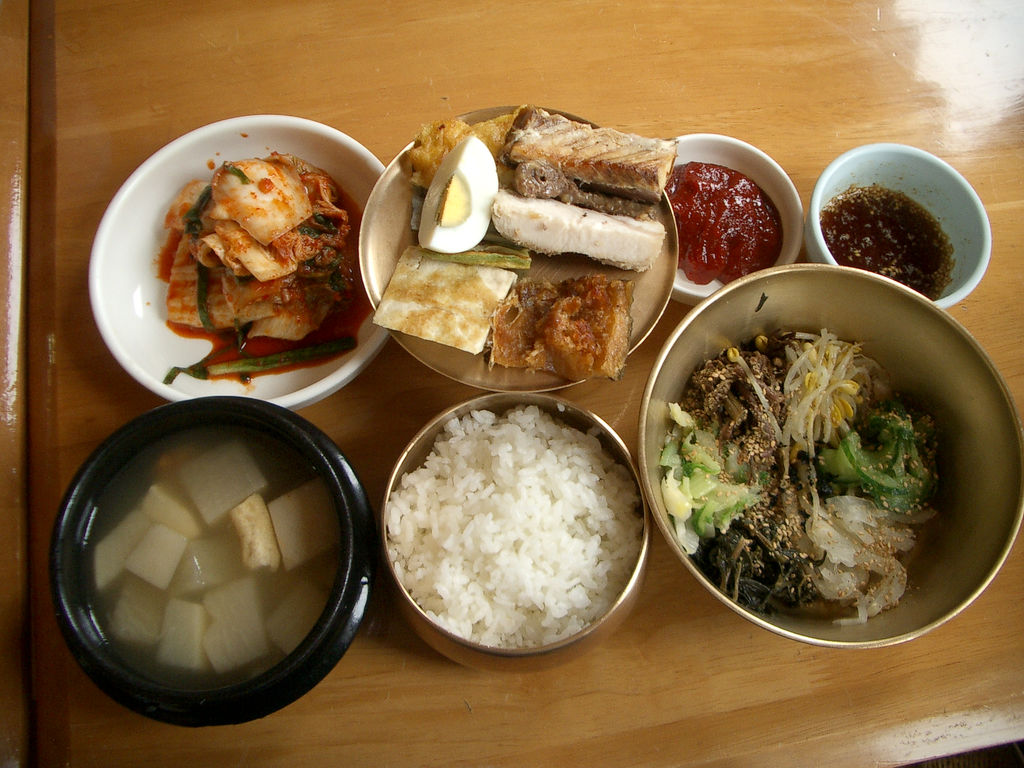
헛제삿밥
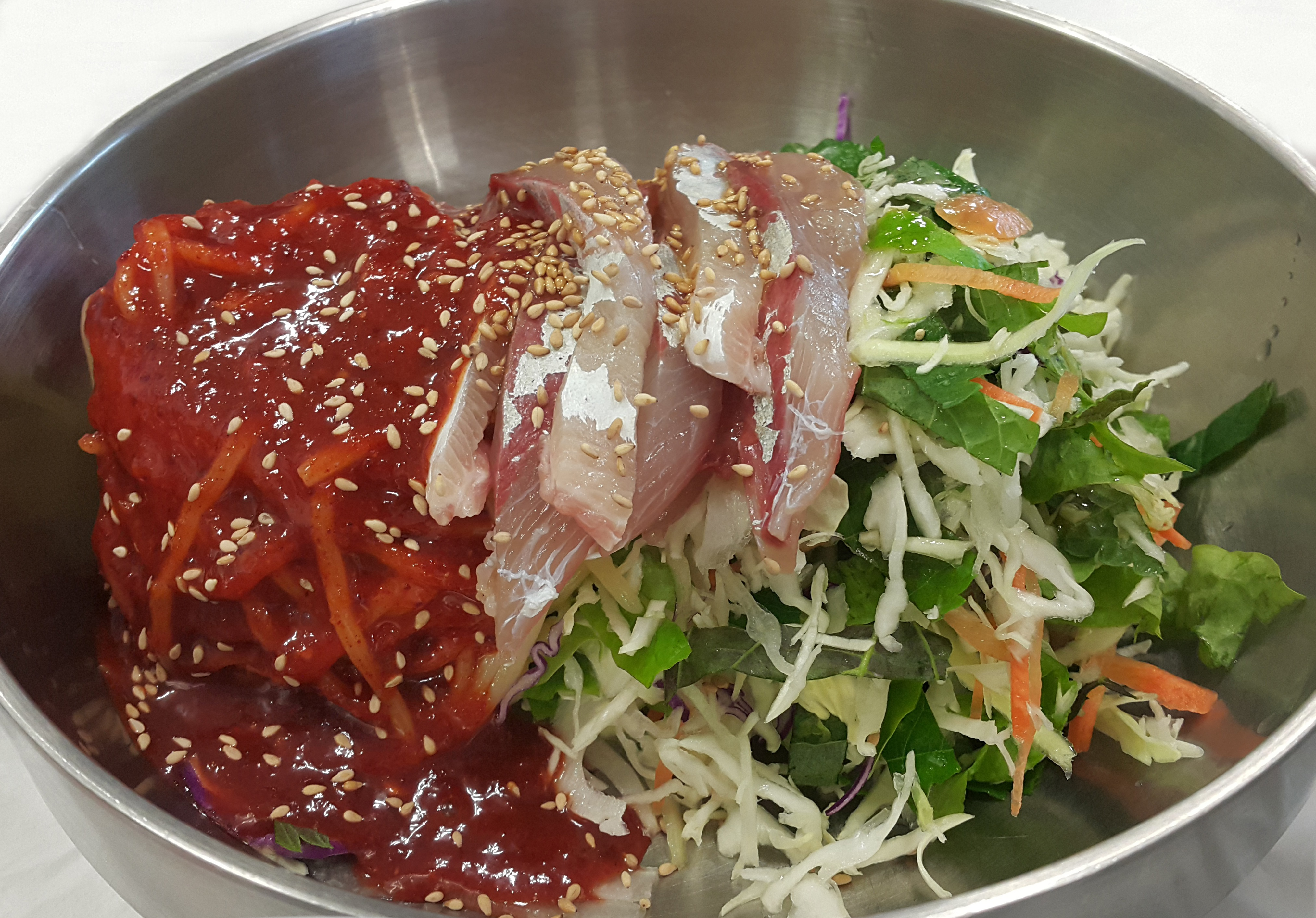
회덮밥
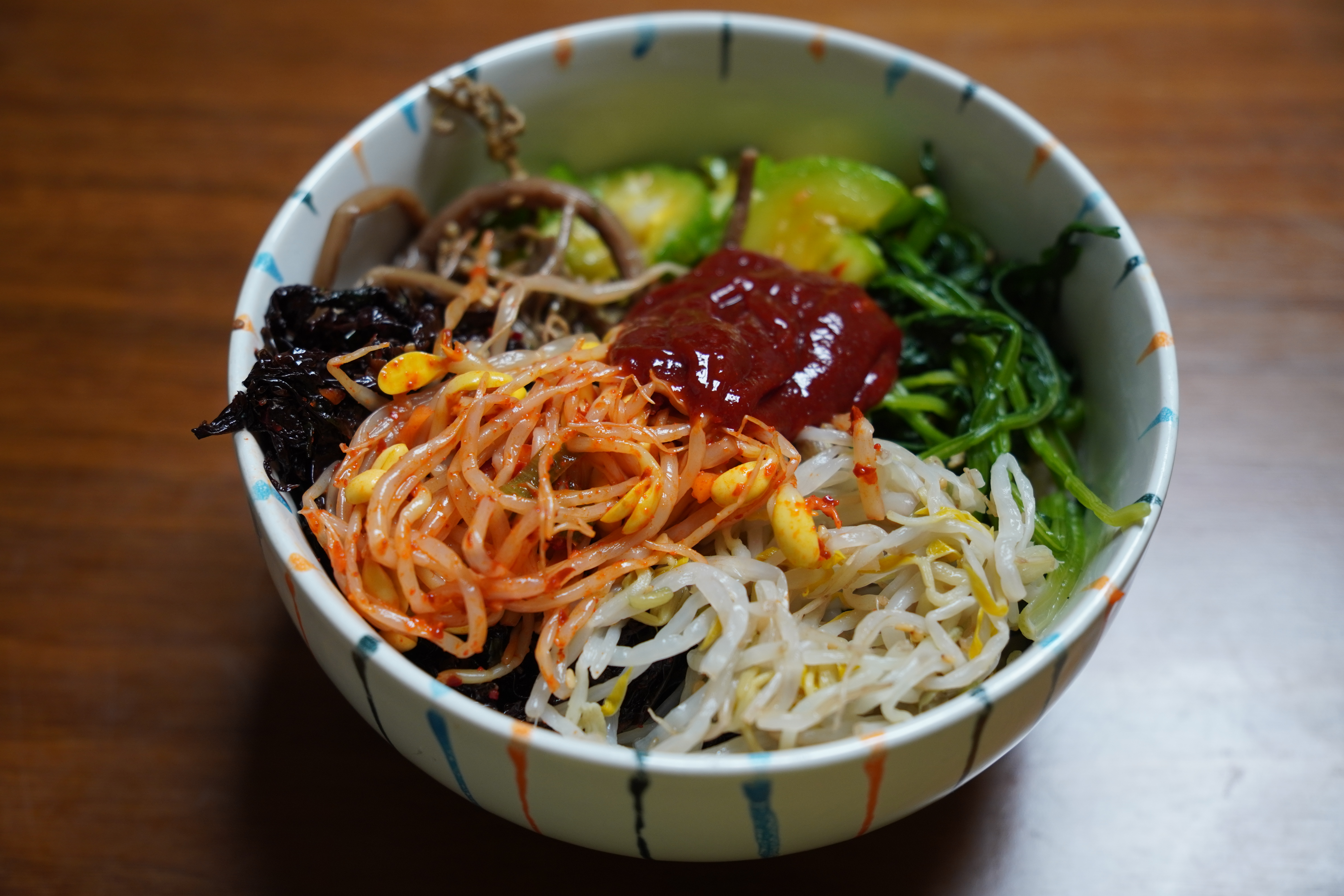
가정식 산채비빔밥

## 같이 보기
- 껌 엄푸
- 볶음밥
- 비빔국수